# Pont-Croix
Pont-Croix é uma comuna francesa na região administrativa da Bretanha, no departamento Finisterra. Estende-se por uma área de 8,08 km². Em 2010 a comuna tinha 1 601 habitantes (densidade: 198,1 hab./km²).